# Casca-de-pau
Casca-de-pau é uma cachaça aromatizada  composta de uma mistura de aguardente com ervas, folhas, raízes, frutas e cascas de madeira   produzida artesanalmente na zona rural  das cidades do interior do Nordeste e vendida nos bares e botecos. O drinque mais famoso vendido entre os botecos é a mistura entre aguardante e cascas de Amburana cearensis, sendo conhecido como a verdadeira bebida casca-de-pau por sua especificidade sobre o aguardente, onde o álcool incorpora compostos fenólicos.
As garrafadas podem ser produzidas com até 37 plantas diferentes conhecidas.

## Variações da bebida
| Nome popular                      | Espécie vegetal aromática                | Usos                                           |
| Casca-de-pau comum                | Emburana (Amburana cearensis)            | Bebida comercializada nos bares e botecos      |
| Casca-de-pau de Marmeleiro branco | Marmeleiro Branco (Croton blanchetianus) | Garrafada alcoólica para dores                 |
| Casca-de-pau de Aroeira           | Aroeira (Myracrodruon urundeuva)         | Garrafada alcoólica para fins medicinais       |
| Casca-de-pau de Quixabeira        | Quixabeira (Sideroxylon obtusifolium)    | Garrafada alcoólica para dores e inflamações   |
| Casca-de-pau de Angico            | Angico (Anadenanthera colubrina)         | Garrafada alcoólica com efeitos cicatrizantes  |
| Casca-de-pau de Bom nome          | Bom nome (Maytenus rigida)               | Garrafada alcoólica para pancadas e furúnculos |
| Casca-de-pau de Quina quina       | Quina quina (Coutarea hexandra)          | Garrafada alcoólica para febre e dor de cabeça |